# It's Okay to Cry
"It's Okay to Cry" é uma canção da artista e produtora musical escocesa Sophie. Foi lançada em 23 de outubro de 2017 como o primeiro single de seu álbum de estúdio de estreia, Oil of Every Pearl's Un-Insides (2018). A canção marca a primeira vez que Sophie usa sua própria voz em uma música. A letra e o videoclipe da música foram feitos como Sophie se declarando publicamente como transgênero.

## Antecedentes
Em entrevista a Interview Magazine, quando questionada se era seu plano o tempo todo eventualmente mostrar-se publicamente, Sophie respondeu: "Eu nunca pensei nisso dessa maneira, de qualquer maneira. A intenção sempre foi ser como eu quero ser e como me sinto confortável no mundo, nunca ser anônima. No momento, estou apenas seguindo meus instintos, e é isso que sinto vontade de fazer. Eu não vejo nenhuma diferença. É apenas expressão. Eu sempre sou honesta no que eu coloco." Quando questionada se a faixa seria uma continuação de sua música anterior ou uma fuga, Sophie disse: "É quase a mesma coisa. Ainda estou incorporando e comunicando a maneira como estou me sentindo e vivendo em um determinado momento. Nesse sentido, é uma continuação, porque é igualmente um reflexo preciso da pessoa que sou, meus interesses, e o que quero transmitir ao mundo – as perguntas e ideias que quero expressar."

## Música
De acordo com um comunicado a imprensa, a música e o videoclipe "revelam lados invisíveis de Sophie, tocados em lançamentos anteriores e diversos trabalhos de produção e agora assumindo formas novas e inesperadas".
A Stereogum descreveu a faixa como "uma balada cintilante, largamente abandonando o artifício abrasivo de plasticina de seu trabalho anterior por algo mais austero e esparso. É contido até o final, o que fornece apenas um gostinho da marca registrada da energia de Sophie."

## Recepção crítica
Em uma análise do álbum, Ryan White, da i-D, escreveu sobre a faixa: "Oil of Every Pearl's Un-Insides abre com "It's Okay to Cry". Embora de muitas maneiras o hino power-ballad pareça mais adequado para um número de encerramento, quando lançado em outubro, a música e o vídeo que a acompanha acenou para uma nova era na carreira de Sophie -- seus vocais e rosto na frente e no centro -- estabelecendo assim o tom para um disco que oferece uma perspectiva diferente sobre a até recentemente anônima DJ e produtora escocesa.
O The Fader classificou "It's Okay to Cry" na posição 96 em sua lista das 101 melhores canções de 2017 e disse que a música "sinalizou seu ressurgimento tipo crisálida. Seus vocais suaves, alterados por computador, antecipados como nunca antes, são pontilhados com efeitos cintilantes e distorções de sintetizador abafadas estilo "Lemonade". No clímax, a bateria sobe para um frenesi a todo vapor, rompendo a faixa com energia catártica. Como Sophie colocou a si mesma, é um mundo totalmente novo."

## Vídeo musical
O vídeo musical de "It's Okay to Cry" foi auto-dirigido por Sophie e lançado em 19 de outubro de 2017. Apresenta Sophie no centro do vídeo, nua, cantando diretamente para a câmera em um cenário de vários céus coloridos e arco-íris, enquanto ela eventualmente sobe para a estratosfera. O vídeo marca a primeira aparição pública de Sophie.
Na entrevista para a Interview Magazine, Sophie falou sobre o video: "Estou muito feliz por termos conseguido realizar o vídeo exatamente como eu imaginei. É sobre a ideia da riqueza e complexidade de nossos mundos interno e externo — o mundo emocional e o mundo externo, como os planetas, o clima, e o universo. Apenas ficando impressionada com o quão surreal, misterioso e confuso é a profundidade dos mundos interno e externo. O vídeo encapsula o quieto, mundo interno em cima ou dentro dessas paisagens universais e mutáveis, e contempla como elas são relacionadas. Está aí em algum lugar, esse sentimento, que eu queria comunicar."

## Faixas e formatos
Download digital e streaming
1. "It's Okay to Cry" – 3:51

## Créditos e pessoal
- Sophie – vocais principais, produção, composição
- Cecile Believe – vocais de fundo

## Histórico de lançamento
| Região | Data                  | Formato(s)                 | Gravadora                            | Ref.   |
| ------ | --------------------- | -------------------------- | ------------------------------------ | ------ |
| Várias | 23 de outubro de 2017 | Download digital streaming | MSMSMSM Future Classic Transgressive | [ 11 ] |